# کارلوس ولانته
کارلوس ولانته (انگلیسی: Carlos Volante; ۱۱ نوامبر ۱۹۰۵ – ۹ اکتبر ۱۹۸۷) بازیکن فوتبال اهل آرژانتین بود.
از باشگاه‌هایی که در آن بازی کرده‌است می‌توان به باشگاه فوتبال تورینو، باشگاه فوتبال لیورنو، باشگاه فوتبال لانوس، باشگاه فوتبال ولز سارسفیلد، باشگاه فوتبال رن، باشگاه فوتبال ناپولی، باشگاه ورزشی سن لورنسو آلماگرو، و باشگاه فوتبال فلامینگو اشاره کرد.
وی همچنین در تیم ملی فوتبال آرژانتین بازی کرده‌است.